# KDELibs
KDELibs són una col·lecció de llibreries que ofereixen frameworks i funcionalitat per programadors de KDE o programari compatible.

## Llibreries
El paquet KDELibs es compon de les llibreries següents:
libkdecoreKDE Core i classes de xarxa
libkdeuiClasses d'interfícies d'usuari de KDE
libkabcClasses de KDE Address Book
libknewstuffClasses de noves funcionalitats de KDE
libkspell2Classes de del·letreig de KDE
libkutilsClasses d'utilitats vàries de KDE

## Frameworks
Addicionalment pots trobar els següents framewkorks:
DCOP(Actualment D-BUS) sistema de comunicació entre processos
KIOExtensions per fer l'accés de xarxa transparent
KPartS'usa per integrar diversos components dins de l'escriptori
KHTMLMotor de renderitzat d'HTML
kimgioFramework extensible pel carregament d'imatges a KDE
KJSEl motor de JavaScript de KDE
KDEPrintEl subsistema d'impressió de KDE
KWalletEl mecanisma de carteres de KDE